# Latino (film)
 (mars 2025).
Motif : notoriété? festival de cannes insuffisant
- Archive Wikiwix
- Bing
- Cairn
- DuckDuckGo
- E. Universalis
- Gallica
- Google
- G. Books
- G. News
- G. Scholar
- Persée
- Qwant
- (zh) Baidu
- (ru) Yandex
- (wd) trouver des œuvres sur Wikidata

| 1. | Préciser le motif de la pose du bandeau. | Précisez le motif de la pose du bandeau en utilisant la syntaxe suivante : {{admissibilité à vérifier\|date=mai 2025\|motif=remplacez ce texte par le motif}}                      |
| 2. | Informer les utilisateurs concernés.     | Pensez à avertir le créateur de l'article, par exemple, en insérant le code ci-dessous sur sa page de discussion : {{subst:avertissement admissibilité à vérifier\|Latino (film)}} |

Pour plus de détails, voir Fiche technique et Distribution.
Latino est un film américain réalisé et écrit par Haskell Wexler, sorti en 1985. Il a été projeté dans la section Un certain regard au Festival de Cannes 1985.

## Synopsis
L'action se déroule en 1979 au Nicaragua, après la prise du pouvoir par le mouvement sandiniste et dans sa lutte contre les rebelles Contras, soutenus par les États-Unis. Eddie Guerrero (Robert Beltran), vétéran américano-mexicain de la guerre du Vietnam, est envoyé par forces spéciales américaines pour former les rebelles Contras. Eddie tombe amoureux d'une jeune fille du pays, Marlena (Annette Charles). Cependant, lorsque son père est tué par les Contras, la situation bascule.

## Fiche technique
- Titres original et français : Latino
- Réalisation : Haskell Wexler
- Scénario : Haskell Wexler
- Photographie : Newton Thomas Sigel
- Montage : Robert Dalva
- Musique : Diane Louie
- Production : Benjamin Berg et George Lucas (non-crédité)
- Sociétés de production : Lucasfilm Ltd., Las Flores Company et Neruda Corporation
- Société de distribution : Cinecom Pictures
- Pays d'origine :  États-Unis
- Langue : Anglais et espagnol
- Format : Couleur - 35 mm
- Genre : Guerre
- Durée : 105 minutes
- Dates de sortie : 14 mai 1985 (Festival de Cannes) ; octobre 1985 (Festival international du film de Chicago)

## Distribution
- Robert Beltran : Eddie Guerrero
- Annette Charles : Marlena
- Américo González : le père de Malena
- Michael Goodwin : Becket
- Ricardo López : Attila
- Gavin MacFadyen : Major Metcalf
- Walter Marín : Gilberto
- Julio Medina : Salazar
- Juan Carlos Ortiz : le fils de Marlena
- Tony Plana : Ruben
- Luis Torrentes : Luis